# Jürgen Mattern
Jürgen Mattern (* 24. Oktober 1944; † 21. Juni 1995) war Deutscher Meister und Europameister im asiatischen Brettspiel Go.
Er war dreizehnmal Deutscher Meister im Go in den Jahren 1965, 1966, 1968, 1970, 1973, 1975, 1976, 1980, 1981, 1983, 1984, 1989, 1993. Viermal, 1980, 1981, 1990 und 1992, hat er Deutschland auf der Amateurweltmeisterschaft in Japan vertreten.
Europameister wurde er insgesamt achtmal.
Sein höchster Rang war der 6. Amateur-Dan (6d).

## Werke
- GO – der richtige Zeitpunkt, 1991

## Weblink
- Jürgen Mattern, gobase.org